# ناصر المبارك
ناصر حميد ناصر آل مبارك سياسي بحريني.

## السيرة
ولد المبارك في قرية جد حفص. حصل على بكالوريوس لغة عربية وماجستير في اللغة العربية وآدابها من جامعة البحرين ودكتوراة في اللغة العربية وآدابها من الجامعة الأردنية.
عمل أستاذ مساعد في جامعة البحرين. تم تعيينه عضوا في مجلس الشورى من 2006 إلى 2014.